# Zumpango (municipi)

Plaça principal de Zumpango de Ocampo.

Zumpango (del nàhuatl, que vol dir Lloc del mur de cranis) és un municipi metropolità de l'estat de Mèxic, que forma part de l'àrea metropolitana de la ciutat de Mèxic. Zumpango de Ocampo és el cap de municipi i principal centre de població d'aquesta municipalitat.
Aquest municipi es troba a la part nord-central de l'estat de Mèxic. Limita al nord amb els municipis de Tequixquiac i Hueypoxtla, al sud amb Jaltenco, Tecamac i Nextlalpan, a l'oest amb Huehuetoca, Teoloyucan i Melchor Ocampo i a l'est amb Tizayuca (Estat d'Hidalgo). Dista de la capital de l'estat uns trenta-vuit quilòmetres

## Toponímia
- 'tzompantli' = mur de cranis
- co = lloc
- Tzompanco= (Lloc del mur de cranis)

## Demografia

### Localitats
| Localitats              | Població |
| Total Municipi          | 127 988  |
| Zumpango de Ocampo      |          |
| San Juan Zitlaltepec    |          |
| San Bartolo Cuautlalpan |          |